# Justin Fargas
Justin Fargas (Encino, 25 gennaio 1980) è un ex giocatore di football americano statunitense che ha giocato nel ruolo di running back.
È figlio dell'attore Antonio Fargas, l'Huggy Bear di Starsky & Hutch

## Carriera universitaria
Ha iniziato la sua carriera nel 1998 nei Michigan Wolverines squadra rappresentativa dell'università del Michigan. Nel suo 1º anno si rompe la gamba destra e rimane fuori per due stagioni.
Nel 2000 completa la sua carriera in questa università con 95 corse per 362 yard e 1 touchdown, 1 ricezione per 5 yard, 23 ritorni su kickoff per 435 yard, ha anche all'attivo 13 tackle e 1 fumble forzato.
Nel 2001 si trasferisce agli USC Trojans, squadra rappresentativa della University of Southern California dove salta la stagione perché le regole NCAA che non permettono di giocare subito con una nuova università.
Conclude la sua carriera nel 2002 con 257 corse per 1 677 yard.

## Carriera professionistica

### Oakland Raiders
Al draft NFL 2003 è stato selezionato come 96a scelta dai Raiders. Ha debuttato nella NFL il 7 settembre 2003 contro i Tennessee Titans indossando la maglia numero 25.
Nella stagione 2007 a causa dell'infortunio di Lamont Jordan, prende il suo posto da titolare.
Nella stagione 2008 ha saltato solo 2 partite per un infortunio al bacino che si è procurato contro i Kansas City Chiefs mentre stava correndo per prendere la palla. 
È stato svincolato il 6 marzo 2010

### Denver Broncos
L'11 agosto 2010 firma con i Broncos ma poi il 30 dello stesso mese viene rilasciato.

## Vittorie e premi
(1) FedEx ground player della settimana (4a settimana della stagione 2007).

## Statistiche
| Partite totali             | 92    |
| Partite totali da titolare | 32    |
| Yard su ricezione          | 523   |
| Touchdown su ricezione     | 0     |
| Yard su corsa              | 3 369 |
| Touchdown su corsa         | 10    |